# Mokre (powiat sanocki)
Mokre (j. łemkowski Мокре) – wieś w Polsce położona w województwie podkarpackim, w powiecie sanockim, w gminie Zagórz, na Pogórzu Bukowskim. Leży nad rzeką Osławą.
| SIMC    | Nazwa       | Rodzaj    |
| ------- | ----------- | --------- |
| 0362660 | Kopalnia    | część wsi |
| 0362677 | Morchownica | część wsi |

Przez wieś prowadzi linia kolejowa nr 107 Zagórz – Łupków z przystankiem Mokre Małopolskie oraz droga powiatowa nr 2229R Prusiek-Wysoczany. 
W Mokrem znajduje się murowana cerkiew greckokatolicka wybudowana w 1992 i funkcjonuje parafia Przemienienia Pańskiego. Mieszkańcy wsi należą także do parafii rzymskokatolickiej w Porażu i parafii prawosławnej w Morochowie. 
W latach 1954–1959 wieś należała do i była siedzibą władz gromady Mokre, po jej zniesieniu w gromadzie Szczawne. W latach 1975–1998 miejscowość należała administracyjnie do województwa krośnieńskiego. W latach 1973–77 w gminie Komańcza.

## Historia
Wieś prawa wołoskiego Wola Morochowska położona była w drugiej połowie XV wieku w ziemi sanockiej województwa ruskiego. Od 1772 wieś należała do cyrkułu leskiego, a następnie sanockiego w Galicji. Do 1914 powiat sądowy Sanok, gmina Bukowsko. W 1898 wieś liczyła 560 mieszkańców oraz 81 domów, poza społecznością łemkowską mieszkali tu również Żydzi i Polacy. Pod koniec XIX w. funkcjonowała tu kolej, poczta i telefon. Ludność zatrudniona była w powstałych na tym terenie kopalniach ropy naftowej. W roku 1900 wieś liczyła 592 mieszkańców, całkowita powierzchnia wsi wynosiła wówczas 561 ha. 
W połowie XIX wieku właścicielem posiadłości tabularnej był Wacław Lisowiecki i rodzeństwo. Na przełomie XIX/XX wieku właścicielem tabularnym dóbr we wsi był Antoni Lisowiecki, który w 1905 posiadał we wsi obszar leśny 276,6 ha. W 1911 właścicielami tabularnymi byli Mojżesz Rebhuhn i Srul Müller, posiadający 39 ha.
Od listopada 1918 do stycznia 1919 Republika Komańczańska. 
W II Rzeczypospolitej wieś w powiecie sanockim województwa lwowskiego. 13 września 1944 wieś została zajęta przez wojska radzieckie. W latach 1945–1946 nacjonaliści ukraińscy z OUN-UPA zamordowali tutaj 21 Polaków.
Gajowym z leśniczówki „Grzybowska” w lasach koło miejscowości Mokre był Józef Jedynak.

## Atrakcje turystyczne
- Od roku 1991, w drugi weekend sierpnia odbywa się festyn ludowy „Święto kultury nad Osławą”, impreza dotowana jest ze środków państwowych i prywatnych, trwającemu dwa dni festynowi towarzyszą kiermasze oraz występy zespołów regionalnych z Ukrainy, Słowacji oraz Polski.
- Od roku 1972 we wsi działa Ludowy Zespół Pieśni i Tańca „Osławiany”, istniejący przy lokalnym kole Związku Ukraińców w Polsce. W swoim repertuarze zespół ma pieśni i tańce głównie z terenów Łemkowszczyzny i Bojkowszczyzny, ale także z Zakarpacia, Huculszczyzny i innych regionów Ukrainy.
- Przez wieś przebiega rowerowy szlak śladami dobrego wojaka Szwejka.